# غييرمو تيل فيليغاس
غييرمو تيل فيليغاس (بالإسبانية: Guillermo Tell Villegas) (و. 1823 – 1907 م) هو سياسي، ودبلوماسي، ومحامي من فنزويلا . ولد في بلنسية. تولى منصب رئيس فنزويلا (16 أبريل 1870–27 أبريل 1870)، ورئيس فنزويلا (28 يونيو 1868–20 فبراير 1869).
توفي في بلنسية .

## التعليم
تعلم في جامعة فنزويلا المركزية.
| المناصب السياسية            | المناصب السياسية         | المناصب السياسية           |
| --------------------------- | ------------------------ | -------------------------- |
| سبقه خوسيه روبرتو موناجاس   | رئيس فنزويلا 1870 - 1870 | تبعه أنطونيو غوزمان بلانكو |
| سبقه مانويل ايزيكيل بروزوال | رئيس فنزويلا 1868 - 1869 | تبعه خوسيه روبرتو موناجاس  |